# Список эпизодов телесериала «Биг Тайм Раш»
Список серий американского комедийного сериала телеканала Nickelodeon «Биг Тайм Раш» (англ. Big Time Rush). Сериал о четверых друзьях из города Миннесоты, приглашённых в Лос-Анджелес. Парни мечтают стать знаменитыми музыкантами. В России сериал транслировался на телеканале Nickelodeon Russia с июня 2010 года, на Украине на телеканалах Nickelodeon Ukraine и Новый канал с 2011 года.

## Обзор сезонов
| Сезон | Сезон | Эпизоды | Оригинальная дата показа | Оригинальная дата показа |
| Сезон | Сезон | Эпизоды | Премьера сезона          | Финал сезона             |
| ----- | ----- | ------- | ------------------------ | ------------------------ |
|       | 1     | 20      | 28 ноября 2009           | 20 августа 2010          |
|       | 2     | 29      | 25 сентября 2010         | 28 января 2012           |
|       | Фильм | Фильм   | 10 марта 2012            | 10 марта 2012            |
|       | 3     | 12      | 12 мая 2012              | 10 ноября 2012           |
|       | 4     | 13      | 2 мая 2013               | 25 июля 2013             |

## Эпизоды

### Сезон 1 (2009—2010)
| № общий | № в сезоне | Название                                             | Режиссёр              | Автор сценария             | Дата премьеры   | Зрители в США (млн) |
| --- | ---------- | ---------------------------------------------------- | --------------------- | -------------------------- | --------------- | ------------------- |
| 12 | 12         | «Вперёд - на прослушивание» «Big Time Audition»      | Сэвидж Стив Холланд   | Скотт Феллоуз              | 28 ноября 2009  | 3.5                 |
| Главные герои попадают на прослушивание к знаменитому продюсеру Густаво Рокку. Он соглашается взять всех парней и создать новую группу. Гриффин дает на подготовку 3 дня. За 3 дня ребятам нужно научиться петь, танцевать, найти свой стиль и подготовить настоящий хит. |            |                                                      |                       |                            |                 |                     |
| 3 | 3          | «Вперёд - в школу Рока» «Big Time School of Rocque»  | Сэвидж Стив Холланд   | Дэвид Шифф                 | 18 января 2010  | 6.8                 |
| Все дети до 18 лет должны ходить в школу. BTR - не исключение. Но в школу Палм Вудс им не попасть. Густаво открывает свою школу в студии. Кейти не может пойти в школу, пока не снимется в рекламном ролике. |            |                                                      |                       |                            |                 |                     |
| 4 | 4          | «Вперёд - в отель» «Big Time Crib»                   | Дэвид Кендалл         | Скотт Феллоуз              | 22 января 2010  | N/A                 |
| Номер в отеле, в котором живут ребята, просто ужасен. Гриффин заставляет снять интервью у воды и клип в новой шикарной оптимизированной "берлоге для подростков". Ребята строят план, как сделать эту "берлогу" в своем номере. |            |                                                      |                       |                            |                 |                     |
| 5 | 5          | «Вперёд - к бунтарю» «Big Time Bad Boy»              | Джо Менендес          | Лазар Сарич                | 29 января 2010  | 3.8                 |
| Келли не умеет врать. Гриффину нужен бунтарь. Парни пытаются вжиться в роль бунтарей, Кендалл от неё отказывается. К группе присоединяется Уэйн-Уэйн. Миссис Найт учит Кейти не судить о людях по их виду. Кейти знакомится с Садовником. |            |                                                      |                       |                            |                 |                     |
| 6 | 6          | «Вперёд - к балладе» «Big Time Love Song»            | Джонатан А. Розенбаум | Скотт Феллоуз              | 5 февраля 2010  | 3.7                 |
| Густаво пишет балладу. В студии новый работник - Товарняк. В Палм Вудс приезжает Джо, парни пытаются добиться её расположения. Кейти пишет доклад о Густаво. У Джеймса аллергия на спрей для мужчин. |            |                                                      |                       |                            |                 |                     |
| 7 | 7          | «Вперёд - в особняк» «Big Time Mansion»              | Джо Менендес          | Джед Спингэрн              | 12 февраля 2010 | N/A                 |
| Густаво и Келли уезжают, чтобы прослушать новый бойз-бэнд, который должен заменить BTR. Псы остаются смотрителями особняка Густаво, но сразу же нарушают все 5 правил поведения в нем. Им срочно надо исправлять положение. Миссис Найт грустит, что её дети взрослеют, и Кейти делает вид, что больна. Густаво пытается похвалить ребят.                                                                                               |            |                                                      |                       |                            |                 |                     |
| 8 | 8          | «Вперёд - на фотосессию» «Big Time Photo Shoot»      | Джонатан А. Розенбаум | Рон Холси                  | 26 февраля 2010 | N/A                 |
| Постер Big Time Rush печатают в журнале Pop Tiger. Но ребята покалечены. Они рассказывают историю о том, как эта фотография была сделана. Густаво и Келли арестованы, Гриффин берется за фотосъемку. Кейти и Миссис Найт пытаются пройти мимо охраны, чтобы взять автограф Дака Зевона. По студии бегает толпа фанаток |            |                                                      |                       |                            |                 |                     |
| 9 | 9          | «Вперёд - по своим делам» «Big Time Break»           | Пол Лазарус           | Лазар Сарич                | 5 марта 2010    | 3.9                 |
| Парни проводят слишком много времени вместе. Кендалл пытается ухаживать за Джо. Карлос со своим отцом ищет свой шлем. Камилла учит Джеймса быть актером. Логан пытается пробраться в школу для девочек на лекцию математика Фиби Наше. Миссис Найт придумывает ему прикрытие. |            |                                                      |                       |                            |                 |                     |
| 10 | 10         | «Вперёд - на запись демо» «Big Time Demos»           | Генри Чан             | Скотт Феллоуз              | 19 марта 2010   | 3.1                 |
| Демо записано. Гриффин должен выбрать BTR из 6 групп, и они не являются лидерами. Если их не выберут - они отправятся домой. Выбор делает тайный советник. Парни ухаживают за Мерседес Гриффин, чтобы она выбрала их группу. Биттерс нанимает Миссис Найт на должность помощника управляющего, чтобы она могла жить в номере. |            |                                                      |                       |                            |                 |                     |
| 11 | 11         | «Вперёд - на вечеринку» «Big Time Party»             | Джонатан А. Розенбаум | Дэвид Шифф                 | 2 апреля 2010   | 3.4                 |
| В честь альбома Big Time Rush Густаво и Келли устраивают вечеринку, но парни на неё не приглашены. Гриффин и Фуджисаки скучают на этой вечеринке, Густаво и Келли пытаются их развеселить. Ребята устраивают свою тайную вечеринку, но все идет не по плану: приходит слишком много людей и ребятам надо срочно спасаться от Биттерса. Джо не любит хоккей, Логан встречается с двумя девушками, Джеймс и Карлос считают себя королями. |            |                                                      |                       |                            |                 |                     |
| 12 | 12         | «Вперёд - на работу» «Big Time Jobs»                 | Дэвид Кендалл         | Рон Холси                  | 16 апреля 2010  | N/A                 |
| Ребята тратят слишком много денег, и Густаво заставляет их вернуть долг в 2000$, иначе Товарняк не пустит их в бассейн. Джеймс пробует себя моделью, Кейти - его менеджером. Карлос работает ассистентом Густаво и ломает кофе-машину. Кендалл и Логан подрабатывают няньками и мойщиками машин. |            |                                                      |                       |                            |                 |                     |
| 13 | 13         | «Вперёд - к Дику» «Big Time Blogger»                 | Сэвидж Стив Холланд   | Дэвид Шифф                 | 23 апреля 2010  | N/A                 |
| Ребятам предстоит провести день в компании влиятельного музыкального блогера Дика. Но они все портят и Дик пишет о них ужасный отзыв. Густаво пытается поднять репутацию BTR в интернете, но делает опечатку, и теперь все бельгийцы объявили ему войну. Кейти и Биттерс спорят, кто из них умней. |            |                                                      |                       |                            |                 |                     |
| 14 | 14         | «Вперёд - к призраку» «Big Time Terror»              | Сэвидж Стив Холланд   | Скотт Феллоуз              | 8 мая 2010      | 4.0                 |
| Дом Густаво затопило и он переезжает к BTR. Но съезжать он не собирается. Джеймс и Кендалл пытаются вернуть его в особняк, чтобы он написал новую песню. Логан и Карлос пытаются поймать призрака, который гуляет по Палм Вудс. Парни понимают, как важно работать в команде. Композиция: Big Time Rush – Shot In The Dark |            |                                                      |                       |                            |                 |                     |
| 15 | 15         | «Вперёд - на танцы» «Big Time Dance»                 | Фред Сэвэдж           | Лазар Сарич                | 4 июня 2010     | 4.7                 |
| Ребята берутся за организацию школьных танцев. Густаво разрешает провести их в своей студии, если ребята впервые выступят на сцене перед аудиторией. Карлос приглашает всех Дженефер, Джеймс помогает Логану пригласить Камиллу, а Кендалл и Кейти ищут пару своей маме. Она "заказывает" им Фабио. Мистер Икс попутно учит псов танцу. Джо ждет от Кендалла приглашения. Композиция: Big Time Rush – Stuck                             |            |                                                      |                       |                            |                 |                     |
| 16 | 16         | «Вперёд - к Джордан Спаркс» «Big Time Sparks»        | Стюарт Шилл           | Джед Спингэрн              | 18 июня 2010    | N/A                 |
| Джордан Спаркс записывается на Рок Рекордс. Логан и Карлос защищают Джордан от неудач, Джо ревнует Кендалла к ней, Джеймс разбивает зеркало. Хоук, заклятый враг Густаво, присылает в студию скунса, чтобы вернуть Спаркс. Густаво, Келли и Товарняк пытаются его поймать. Композиция: Count On You (Feat. Jordin Sparks) |            |                                                      |                       |                            |                 |                     |
| 17 | 17         | «Вперёд - к Голливудской лихорадке» «Big Time Fever» | Джонатан Джадж        | Джед Спингэрн              | 26 июня 2010    | 3.1                 |
| Всех охватывает звездная болезнь!!!! Джеймс становится оранжевым. Карлос подменяет третью Дженнифер. Логан "ищет себя", играя на бонго с Гитаристом. Кейти и Будда Боб зарабатывает на жаре, Биттерс требует свою долю. Ребята понимают, как важно помнить о доме. |            |                                                      |                       |                            |                 |                     |
| 18 | 18         | «Вперёд - к видеоклипу» «Big Time Video»             | Джонатан Джадж        | Рон Холси                  | 31 июля 2010    | N/A                 |
| Big Time Rush снимает свой первый клип. У Камиллы давно не было ролей и ей придется уехать домой, если ребята не найдут ей роль. Когда Густаво запрещает кого-то приглашать, ребята на эмоциях предлагают роли Дженифер, Джо, гитаристу и еще 20 людям. Биттерс никого не подпускает к своей новой машине. Маркус хочет снять клип. Задача BTR - исполнить все голливудские мечты! Композиция: The City is ours                         |            |                                                      |                       |                            |                 |                     |
| 1920 | 1920       | «Вперёд - на концерт» «Big Time Concert»             | Сэвидж Стив Холланд   | Скотт Феллоуз, Лазар Сарич | 20 августа 2010 | 3.3                 |
| Альбомы ребят не поступят в продажу, пока BTR не отправятся в тур. Первый концерт через 2 недели и подготовка - самое сложное, что им предстоит пережить. Товарняк, Дак Зевон, Мистер Икс, друзья из Палм Вудс - все готовят их к выступлению. Хоук пытается сорвать концерт. Кейти вкладывает все деньги в сувениры. Вот только Гриффин все отменяет и распускает группу...                                                            |            |                                                      |                       |                            |                 |                     |

### Сезон 2 (2010—2012)
| № общий | № в сезоне | Название                                               | Режиссёр              | Автор сценария                                             | Дата премьеры    | Зрители в США (млн) |
| --- | ---------- | ------------------------------------------------------ | --------------------- | ---------------------------------------------------------- | ---------------- | ------------------- |
| 21 | 1          | «Вперёд - домой» «Welcome Back Big Time»               | Скотт Феллоуз         | Скотт Феллоуз                                              | 25 сентября 2010 | 4.0                 |
| Ребята возвращаются в Палм Вудс после своего тура, но здесь все по-другому. Осенью приехали новые подростки, которые не знают Big Time Rush, и Карлос с Джеймсом пытаются вернуть свою популярность. Кроме того, у ребят накопились долги в школе, если они не сдадут все до завтра, они не смогут выступать. а Гриффин устроил концерт BTR на самом крутом молодёжном фестивале "Роктобер-фесте". Логану, Келли и Густаво приходится решать проблемы со школой. А за Джо ухаживает новый красавчик - Джетт Стетсон.Из-За ревности Кендала Джо чуть не бросила его. |            |                                                        |                       |                                                            |                  |                     |
| 22 | 2          | «Вперёд - к фанатам» «Big Time Fans»                   | Джонатан Джадж        | Лазар Сарич                                                | 1 октября 2010   | N/A                 |
| Big Time Rush учатся отвечать на письма фанатов. У Джеймса появляется помешанный фанат №1, а Кейти пытается ему помочь. Карлос обещал Дженни Тинклер сделать её звездой. Но она - ходячая катастрофа! Она ломает кондиционер, и Густаво и Келли придется его чинить. В Рок Рекордс записывается самая разрушительная группа Death Smash. |            |                                                        |                       |                                                            |                  |                     |
| 23 | 3          | «Вперёд - к подружкам» «Big Time Girlfriends»          | Стюарт Шилл           | Джед Спингэрн                                              | 11 октября 2010  | 5.0                 |
| Чтобы прочувствовать новую песню про расставание, Карлос должен найти девушку. И он находит! Но с ней что-то не то... Джо и Кендалл пытаются найти время на свидания, так как Джо очень занята на съемках. Джеймс помогает Камилле с репетицией, на которой они случайно поцеловались. Теперь нужно как-то сказать об этом Логану! Биттерс и Кейти наблюдают за развитием их отношений, пытаясь себя развлечь. Композиция: Big Time Rush - Boyfriend |            |                                                        |                       |                                                            |                  |                     |
| 24 | 4          | «Вперёд - на прямой эфир» «Big Time Live»              | Морт Нэтан            | Марк Феллоуз, Кит Вагнер                                   | 15 октября 2010  | 3.1                 |
| Ребята должны были записываться на утренней программе, но их вырезали. Теперь Big Time Rush нужно выступить на передаче во что бы то ни стало! Кейти увлечена видеоигрой, Миссис Найт спит, Джеймс выполняет пункты из "списка дел, которые надо сделать до 20-ти лет". Густаво должен пройти переаттестацию или Рок Рекордс выселят из офиса. Композиция: Til I forget about you. |            |                                                        |                       |                                                            |                  |                     |
| 25 | 5          | «Вперёд - на Хеллоуин» «Big Time Halloween»            | Пол Лазарус           | Джессика Гао                                               | 22 октября 2010  | 3.1                 |
| Специальный выпуск на Хеллуин! Палмвудсельвания, Биттерс - призрак, Карлос - злой франкенштейн, Логан - зомби, у которого то и дело отваливаются конечности, Джеймс - неотразимый вампир, который встречается с охотницей на вампиров, Кейти и Миссис Найт ведьмы. А Кендалл хранит от Джо страшный секрет - он оборотень! Гриффин - дьявол, Густаво и Келли - безумные ученые. И им надо сделать ребят нормальными ради новой вечеринки Гриффина. Композиция: Big Time Rush – Big Night                                                                            |            |                                                        |                       |                                                            |                  |                     |
| 26 | 6          | «Вперёд - к кроссовкам» «Big Time Sneakers»            | Джонатан Джадж        | Скотт Феллоуз                                              | 5 ноября 2010    | 2.8                 |
| Агенты Джо пускают в прессе слух, что она встречается с Джеттом, чтобы увеличить популярность сериала. В ответ Густаво хочет поднять популярность Big Time Rush за счет их отношений. Логан и Джеймс покупают кроссовки за 500$ для перепродажи, но Джеймс надевает их. Биттерс повышает цены на сладости, что не нравится Карлосу и Кейти. (в этой серии Кендалл переодевается в девушку). |            |                                                        |                       |                                                            |                  |                     |
| 27 | 7          | «Вперёд - на розыгрыши» «Big Time Pranks»              | Сэвидж Стив Холланд   | Лазар Сарич                                                | 19 ноября 2010   | 3.8                 |
| День розыгрышей! Кейти вносит в ежегодное соревнование свои исправления: теперь девушки тоже участвуют! Кто получит корону Лорда Розыгрышей: мальчики или девочки? Тем временем, Гриффин меняет Келли и Густаво должностями. Доктор Голливуд предлагает Логану стать врачом. Миссис Найт увлечена глянцевыми журналами. |            |                                                        |                       |                                                            |                  |                     |
| 2829 | 89         | «Вперёд - на Рождество» «Big Time Christmas»           | Сэвидж Стив Холланд   | Марк Феллоуз, Кит Вагнер (часть 1) Скотт Феллоуз (часть 2) | 4 декабря 2010   | 5.0                 |
| Специальный выпуск на Рождество. Гриффин хочет выпустить рождественский альбом, а это значит, что никто не уедет на каникулы. Две песни из трех должны быть дуэтами. И как найти звезд за день до Рождества? Миссис Найт занята упаковкой подарков. Ребята в студии и Кейти в Палм Вудс пытаются найти дух рождества. Композиции: Big Time Rush - Beautiful Christmas; Big Time Rush — All I Want For Christmas Is You (Feat. Miranda Cosgrove); Big Time Rush feat. Snoop Dogg – 12 Days of Christmas.                                                             |            |                                                        |                       |                                                            |                  |                     |
| 30 | 10         | «Вперёд - к духовному наставнику» «Big Time Guru»      | Джонатан Джадж        | Джед Спингэрн                                              | 8 января 2011    | 3.8                 |
| Будда Боб помог Густаво расслабиться, теперь он стал спокойным и добрым. Карлос слушает совет попугая. Логан создал приложение, которое учит его быть крутым и легкомысленным. Теперь он развязней Джеймса, отчего тот стал болеть. Кендалл старается не перечить Густаво, но его надо срочно спасать, иначе он не напишет саундтрек к сериалу New Town High. |            |                                                        |                       |                                                            |                  |                     |
| 31 | 11         | «Вперёд - на свидания» «Big Time Crush»                | Карлос Гонсалес       | Лазар Сарич                                                | 5 февраля 2011   | 3.9                 |
| Вышел новый супер-романтичный фильм, на который все ребята собираются пойти. Они ищут Карлосу подружку для двойного свидания с Джо и Кендаллом. Логан договорился о свидании с Камиллой, но встречает очаровательную Пэгги. Джеймс помогает Кейти познакомится с мальчиком. |            |                                                        |                       |                                                            |                  |                     |
| 3233 | 1213       | «Вперёд - на пляжную вечеринку» «Big Time Beach Party» | Сэвидж Стив Холланд   | Джед Спингэрн, Джессика Гао                                | 21 февраля 2011  | 4.2                 |
| Ребята выигрывают спор у Гриффина, и он отдает им свой особняк на один день. В дом на пляже едут все дети из Палм Вудс. Джо не смогла поехать. Миссис Найт заставляет всех пользоваться кремом от загара. Карлос, Логан и Пират Пэтчи ищут клад, Джеймс встречает русалку. Кейти пробирается к Расселу Брэнду. Густаво и Келли хотят сорвать вечеринку, а Кендалл ввязывается в историю с навязчивой фанаткой. Композиции: Big Time Rush - Boyfriend; Big Time Rush - Dance Dance Dance.                                                                            |            |                                                        |                       |                                                            |                  |                     |
| 34 | 14         | «Вперёд - на написание песен» «Big Time Songwriters»   | Джонатан Джадж        | Джессика Гао                                               | 5 марта 2011     | 3.5                 |
| Гриффин готовит бонус-альбом, песню для которого должен написать автор со стороны. Парни хотят написать её сами. Пока Кейти, Будда Боб и Камилла отвлекают Густаво, BTR на студии делятся на две группы и пытаются написать песни об "Ооо" и "Да-а". Композиция: Big Time Rush - Oh Yeah |            |                                                        |                       |                                                            |                  |                     |
| 35 | 15         | «Вперёд - на реалити-шоу» «Big Time Reality»           | Джонатан Джадж        | Марк Феллоуз, Кит Вагнер                                   | 26 марта 2011    | N/A                 |
| Гриффин устраивает ребятам собственное реалити-шоу. Кейти отказывается подписывать контракт и её не имеют права снимать. У Кендалла спадают плавки и это попадает на камеру. Джеймсу и Карлосу надо начать драться, Логану и Камилле -сыграть влюбленную пару. Гриффин придумал "неожиданную концовку". |            |                                                        |                       |                                                            |                  |                     |
| 36 | 16         | «Вперёд - к женской группе» «Big Time Girl Group»      | Джонатан А. Розенбаум | Скотт Феллоуз                                              | 9 апреля 2011    | 5.7                 |
| Парни хотели плакат, а получили соперниц: Густаво отдает их песню новой женской группе Cats Crew. Кошки против псов! Они круче, лучше поют и танцуют. Возможно, их ждет та же судьба, какая была у старой группы Густаво Boys in the Attic! Кейти и мама пытаются завести подруг. Композиция: Big Time Rush - I Know You Know (feat Cymphonique) |            |                                                        |                       |                                                            |                  |                     |
| 37 | 17         | «Вперёд - к зелёному проекту» «Green Time Rush»        | Сэвидж Стив Холланд   | Джессика Гао                                               | 22 апреля 2011   | 3.5                 |
| В школе дают задание - разработать "зеленый проект", но сделать это нужно в парах. Карлос с Джеймсом теряют корову, Логан бегает от своего напарника-громилы. Кендаллу в пару достался Джетт, который бездумно тратит электричество. Кейти пытается заставить Гриффина перейти на бумажные стаканчики вместо пластиковых. |            |                                                        |                       |                                                            |                  |                     |
| 38 | 18         | «Вперёд - к мамам» «Big Time Moms»                     | Сэвидж Стив Холланд   | Скотт Феллоуз                                              | 7 мая 2011       | N/A                 |
| День матери! И к ребятам приезжают мамы. Мама Джеймса, например, собирается забрать сына и сделать его главой своей компании. Проблема в том, что никто не может сказать ей "нет". Биттерс врет своей матери, что он - преуспевающий ветеринар. |            |                                                        |                       |                                                            |                  |                     |
| 39 | 19         | «Вперёд - на выпускной» «Big Time Prom Kings»          | Скотт Феллоуз         | Скотт Феллоуз                                              | 21 мая 2011      | 3.8                 |
| Густаво и Келли устраивают в Палм Вудс выпускной вечер. Парни решили завоевать корону выпускного! Кендалл приглашает Джо, но она наказана и не может покинуть номер. Карлос и Кейти разделяют Дженифер, чтобы пригласить одну из них. Но одна Дженифер совсем другая... Логану нельзя позволить стать главной парой Камилле и её новому парню, поэтому он помогает Джеймсу пригласить суперзвезду Одри Стюарт. (В этой серии Джеймс переодевается в девушку) Композиция: Big Time Rush - Nothing Even Matters                                                       |            |                                                        |                       |                                                            |                  |                     |
| 40 | 20         | «Вперёд - к разрыву» «Big Time Break-Up»               | Стюарт Шилл           | Лазар Сарич                                                | 25 июня 2011     | 3.6                 |
| Джо получает роль всей жизни, но сниматься придется в Новой Зеландии 3 года. Пока Джо решает, что делать, Келли и Логан отнимают у Карлоса его шлем. А на студии Джеймс влюбляется в Селену - новую певицу, записывающуюся в Рок Рекордс. Композиция: Big Time Rush - Worldwide |            |                                                        |                       |                                                            |                  |                     |
| 41 | 21         | «Вперёд - к синглу» «Big Time Single»                  | Сэвидж Стив Холланд   | Марк Феллоуз, Кит Вагнер                                   | 23 июля 2011     | 3.1                 |
| Гриффину нужен новый летний хит. Но Кендалл в депрессии, а Густаво в творческом кризисе. Келли и Кейти помогают Густаво почувствовать себя подростком. Лучший способ развеселить Кендалла - почувствовать тоже, что и он. Карлос находит девушку и сразу расстается, а Джеймса бросает Дженнифер. Теперь ИХ нужно приводить в чувство. Композиция: BTR - If I ruled the world |            |                                                        |                       |                                                            |                  |                     |
| 42 | 22         | «Вперёд - на свадьбу» «Big Time Wedding»               | Стюарт Шилл           | Джед Спингэрн                                              | 20 августа 2011  | 3.2                 |
| К BTR приехал король Керпланкистана и его дочь Светлана, которая выйдет замуж за одного из псов. У Густаво в кабинете потайной туннель. Будда Бобу депортируют в Канаду, поэтому Кейти женит их с Миссис Найт. Джеймс случайно делает предложение Светлане, но оказывается она сама не жаждет этой свадьбы |            |                                                        |                       |                                                            |                  |                     |
| 43 | 23         | «Вперёд - к рокерше» «Big Time Rocker»                 | Карлос Гонсалес       | Джессика Гао                                               | 24 сентября 2011 | 2.9                 |
| В Палм Вудс приезжает новенькая крутая рок-певица и гитаристка Люси Стоун. Карлос и Джеймс запрещают Кендаллу приближаться к ней. Она отшивает ребят, и теперь они боятся попасть во френдзону. Камилла получила роль в шпионском фильме и вживается в роль, а Логан в неё влюбляется. Люси говорит, что Big Time Rush не рок, и Кендалл с Густаво пытаются доказать обратное. Композиция: Big Time Rush - Paralyzed |            |                                                        |                       |                                                            |                  |                     |
| 44 | 24         | «Вперёд - на забастовку» «Big Time Strike»             | Джонатан Джадж        | Лазар Сарич                                                | 10 октября 2011  | 2.5                 |
| Густаво нужна новая песня, поэтому он установил электропол. Биг Тайм Раш устроили забастовку, а Кейти подкидывает им идеи для требований. Тем временем, Миссис Найт тоже бастует, чтобы её дети начали уважать работу мамой. Ребята пытаются снять клип, после того, как Густаво их уволил. Композиция: Big Time Rush – Superstar. |            |                                                        |                       |                                                            |                  |                     |
| 45 | 25         | «Вперёд - на конкурс» «Big Time Contest»               | Джо Менендес          | Марк Феллоуз, Кит Вагнер                                   | 15 октября 2011  | 3.0                 |
| Ребята решили завязать со свиданиями, но Pop Tiger объявляет конкурс "Выиграй свидание с BTR". Кендаллу достался неусидчивый мальчик, который влюбляется в Кейти. Джеймсу и Карлосу - симпатичные девушки, но Джеймс все время пытается поменяться с другом победительницами. А Логану женщина, которая вообще не знает о группе. |            |                                                        |                       |                                                            |                  |                     |
| 46 | 26         | «Вперёд, супергерои» «Big Time Superheroes»            | Сэвидж Стив Холланд   | Скотт Феллоуз                                              | 29 октября 2011  | 2.6                 |
| Второй альбом готов, а Хоук выходит на свободу. Он сошел с ума, переоделся в супер-злодея и украл жесткий диск с альбом. Парни, Густаво и Келли пытаются выкрасть обратно свой диск, пока Хоук не записал их песни сам. Суперзлодея могут победить только супергерои! В Палм Вудс страшный засор-чудовище, который уже не первый раз терроризирует отель. Композиция: BTR - Blow Your Speakers |            |                                                        |                       |                                                            |                  |                     |
| 47 | 27         | «Вперёд - к секрету» «Big Time Secret»                 | Джонатан Джадж        | Дэн Серафин                                                | 5 ноября 2011    | N/A                 |
| Все что-то скрывают. Джеймс помогает Карлосу познакомится с девушкой, которая нравится ему с детства, потому что в своё время помешал им быть вместе. Логан и Люси следят за Кендаллом и Камиллой, которые вместе гуляют. Миссис Найт готовит чудесные оладьи, Густаво и Келли пытаются узнать рецепт. |            |                                                        |                       |                                                            |                  |                     |
| 48 | 28         | «Вперёд - на интервью» «Big Time Interview»            | Сэвидж Стив Холланд   | Джессика Гао, Марк Феллоуз, Кит Вагнер                     | 19 ноября 2011   | 2.4                 |
| Серия-воспоминание. Ребята дают интервью, в котором рассказывают о группе, о Палм Вудс, о своей семье и друзьях и о нелегкой дороге на пути к славе. |            |                                                        |                       |                                                            |                  |                     |
| 49 | 29         | «Вперёд - на выезд» «Big Time Move»                    | Сэвидж Стив Холланд   | Лазар Сарич                                                | 28 января 2012   | 3.2                 |
| BTR играют в новую видеоигру "Химическое отравление 5". Парни постоянно ссорятся, поэтому Логан, Карлос и Джеймс съезжают. Кендаллу надо срочно их помирить. Густаво не может кричать, т.к. потянул спину. Мировой тур Big Time Rush на грани срыва. Композиция: Big Time Rush - All over again |            |                                                        |                       |                                                            |                  |                     |

### Фильм
| Название                               | Режиссёр            | Автор сценария | Дата премьеры | Зрители в США (млн) |
| -------------------------------------- | ------------------- | -------------- | ------------- | ------------------- |
| «Биг Тайм Раш: Фильм» «Big Time Movie» | Сэвидж Стив Холланд | Скотт Феллоуз  | 10 марта 2012 | 4.1                 |

### Сезон 3 (2012—2013)
| № общий | № в сезоне | Название                                              | Режиссёр         | Автор сценария             | Дата премьеры    | Зрители в США (млн) |
| --- | ---------- | ----------------------------------------------------- | ---------------- | -------------------------- | ---------------- | ------------------- |
| 50 | 1          | «Вперёд - за кулисы» «Backstage Rush»                 | Стюарт Шилл      | Скотт Феллоуз              | 12 мая 2012      | 2.3                 |
| Последний концерт европейского тура, Канада! Ребята намерены побить рекорд переодевания и попасть на канадскую стену славы. Густаво не понимает, почему все хотят попасть за кулисы. Логан должен дочитать книгу к концу тура, Карлос незаконно перевез сверчка из Франции. Келли узнает о дефекте в батуте и пытается пробраться за кулисы... |            |                                                       |                  |                            |                  |                     |
| 51 | 2          | «Вперёд - к возвращению» «Big Time Returns»           | Скотт Феллоуз    | Скотт Феллоуз              | 25 июня 2012     | 2.3                 |
| Ребята думают, что, вернувшись домой, их никто не будет знать, как и год назад. Но теперь они знамениты, и в Палм Вудс все по-другому. Биттер устраивает BTR-экскурсию. Логан хочет вернуть Камиллу, но она должна сделать первый шаг. Пока Джеймс и Кендалл делят Люси, Гриффин и Густаво похищают Карлоса, чтобы тот "объективно" выбрал новый хит-сингл группы. Композиция: Big Time Rush - Windows Down |            |                                                       |                  |                            |                  |                     |
| 52 | 3          | «Вперёд - в Бел Эйр» «Bel Air Rush»                   | Дэвид Кендалл    | Марк Феллоуз, Кит Вагнер   | 2 июля 2012      | 2.9                 |
| Из-за большого внимания папарацци и фанатов, BTR вынуждены переехать в самый защищенный и богатый район Бел Эйр. Вот только никому там не нравится: нет друзей, нельзя играть в хоккей, соседский тигр, автоматика в доме. К тому же, Густаво не пускают на территорию! Кейти решила продавать лимонад, делая его из лимонов соседа Фабио. Композиция: Big Time Rush – Bel Air Rap |            |                                                       |                  |                            |                  |                     |
| 53 | 4          | «Вперёд - на двойное свидание» «Big Time Double Date» | Джо Менендес     | Джед Спингэрн              | 9 июля 2012      | N/A                 |
| Логан и Камилла крупно ссорятся, и она уходит на свидание с Джеттом. Логан ищет идеальную подружку. Густаво нельзя нервничать, т.е. видеться с псами. Карлос идет на свидание с Дженнифер, а Джеймс, как хороший друг, не должен допустит, чтобы тот опозорился! К Люси приезжают родители; жаль они не знают, что она рок-гитаристка. Всех ребят сегодня ждут двойные свидания! Композиция: Big Time Rush - Cover Girl |            |                                                       |                  |                            |                  |                     |
| 54 | 5          | «Вперёд - к товарам» «Big Time Merchandise»           | Карлос Гонсалес  | Джед Спингэрн              | 16 июля 2012     | N/A                 |
| Гриффин создает позорную линию товаров BTR. Кендалл и Карлос в студии пишут крутые фразы куклам. Логан и Джеймс создают парфюм. Осталось представить продукты раньше Гриффина! Только все как обычно идет не по плану... Кейти портит мамин халат, Биттерс не хочет давать ей новый. В Палм Вудс съезд каратистов. |            |                                                       |                  |                            |                  |                     |
| 55 | 6          | «Вперёд - к сюрпризу» «Big Time Surprise»             | Джулиан Петрилло | Скотт Феллоуз              | 22 сентября 2012 | 2.9                 |
| В Палм Вудс приезжает бывший парень Люси, как раз в тот момент, когда Кендалл собрался пригласить её на свидание. Он слишком красив, Джетт и Джеймс объединяются, чтобы избавиться от него! Нужно показать Люси, что он разобьет ей сердце. Гриффин хочет быть готовым к похищению: Густаво, Келли, Логан и Карлос планируют его. Кейти и Миссис Найт охотятся за сценарием к новой серии "New Town High", чтобы узнать неожиданную концовку.... (В этой серии Джетт и Джеймс переодеваются в девушек)                                   |            |                                                       |                  |                            |                  |                     |
| 56 | 7          | «Вперёд - к решению» «Big Time Decision»              | Джонатан Джадж   | Лазар Сарич, Джед Спингэрн | 29 сентября 2012 | 2.4                 |
| Кендаллу предстоит решить, кого он любит больше - Джо или Люси. Если до конца дня он не поговорит с ними, они уедут из Палм Вудс. Он пытается убежать от проблем. Логан и Камилла стараются ему помочь. Карлос купил две бутылки Зомби-Гона - напиток, который не даст зомби съесть его мозги во время зомби-апокалипсиса. Одну из них хочет купить Биттерс. Джеймс претендует на неё, как лучший друг. Будда Боб ловит "умную" мышку Брэйна в Палм Вудс, а Гриффин делает Кейти главой Рок-Рекордс. Композиция: Big Time Rush – No Idea |            |                                                       |                  |                            |                  |                     |
| 57 | 8          | «Вперёд - к работе нянек» «Big Time Babysitting»      | Джонатан Джадж   | Дэн Серафин                | 13 октября 2012  | 2.8                 |
| В Рок Рекордс вручают награду Бэби Лейсу (Babylace), и ему нужны няньки. Логан выполняет роль медсестры, спасая подопечного от инфаркта и аллергии, в то время, как Кендалл пытается заменить у Джо воспоминания о Люси на хорошие мысли о нем. Карлос и Джеймс - няньки Кейти, которым велено не выпускать её из отеля. Густаво и Келли борются с Паппи-Догом (Puppy Dog) за импортные пастилки, без которых Бэби Лейс уволит Густаво...                                                                                                |            |                                                       |                  |                            |                  |                     |
| 58 | 9          | «Вперёд - к золоту» «Big Time Gold»                   | Ниша Ганатра     | Марк Феллоуз, Кит Вагнер   | 20 октября 2012  | 2.6                 |
| Big Time Rush получают свою первую золотую пластинку, но только одну! Мало того, что она не будет висеть на стене в их номере, так ребята не смогут её послушать. Карлос и Джеймс охотятся за пластинкой, чтобы послушать BTR в золоте. Кендалл забывает о дне рождения Джо, наскоро покупает ей золотую цепочку, взяв деньги у Логана. Но Логан совершенно случайно дарит её Камилле. Кейти и Будда Боб открывают свою нефтяную компанию.                                                                                               |            |                                                       |                  |                            |                  |                     |
| 59 | 10         | «Вперёд - в поход» «Big Time Camping»                 | Дэвид Кендалл    | Лазар Сарич                | 27 октября 2012  | 2.5                 |
| Ребята хотят в поход, к лесу, звездам, природе. Но по контракту им нельзя подвергать себя опасности, поэтому Джо и Камилла предлагают им поход по-голливудски - студия с декорациями леса. К тому же, они устроили соревнование девчонки против парней. Кейти, Миссис Найт и Биттерс сидят в очереди за новым планшетом. Густаво и Келли пытаются вытащить ребят из студии |            |                                                       |                  |                            |                  |                     |
| 60 | 11         | «Вперёд - к спасению» «Big Time Rescue»               | Джо Менендес     | Лазар Сарич                | 3 ноября 2012    | 2.6                 |
| Карлос встречается с Дженнифер, выполняя все её прихоти: он уже отказался от корн-догов и хоккея. Кендалл и Джо пытаются показать им, как выглядят настоящие отношения, но ссорятся. Джеймс и Логан не смогли спасти некоторых собак на благотворительной акции и забрали их себе. Кейти и Густаво заперты в секретном сейфе. Композиция: BTR - Time of our life |            |                                                       |                  |                            |                  |                     |
| 61 | 12         | «Вперёд - к ляпам» «Big Time Bloopers»                | Скотт Феллоуз    | Дэн Серафин                | 10 ноября 2012   | 2.5                 |
| Специальный выпуск-нарезка из неудачных дублей и закулисных историй со съемок сериала. Ведущие: Киара Браво, Стивен "Глик" Гликман и приглашенная звезда, которая немного опаздывает... |            |                                                       |                  |                            |                  |                     |

### Сезон 4 (2013)
Биг Тайм Раш номинированы на Tween Choice Awards
| № общий | № в сезоне | Название                                                | Режиссёр            | Автор сценария             | Дата премьеры | Зрители в США (млн) |
| --- | ---------- | ------------------------------------------------------- | ------------------- | -------------------------- | ------------- | ------------------- |
| 62 | 1          | «Вперёд - на вторжение» «Big Time Invasion»             | Сэвидж Стив Холланд | Скотт Феллоуз              | 2 мая 2013    | 1.9                 |
| На подходе новый альбом и новый тур. Но в стране массове вторжение британских бойз-бендов, которые выместят Big Time Rush и заберут всех их фанатов. Гриффин отказывается от ребят, они решают, что им нужен новый менеджер, Густаво обижается и уходит. Карлос с Кендаллом воюют против Джеймса и Логана. А в Палм Вудс вторжение бизнесменов, как раз в тот момент, когда Кейти ищет новую подружку. Будда Боб пытается доказать, что он тоже хороший друг. На протяжении всей серии ребята закидывают друг друга мокрыми бумажками, а миссис Найт танцует со шваброй под песни BTR. Композиция: BTR - Like Nobody's Around                                                                  |            |                                                         |                     |                            |               |                     |
| 63 | 2          | «Вперёд - к скандалу» «Big Time Scandal»                | Сэвидж Стив Холланд | Лазар Сарич                | 9 мая 2013    | 1.9                 |
| Кендалла оСВИФТили! Люси записала свой первый альбом, в котором пишет как Кендалл её бросил. Это грозит репутации всей группы! Пока Кендалл и Джо уговваривают Люси не говорить, что она поет о Кендалле, Карлос и Логан ввыязываются в скандал со старушкой, пытаясь ей помочь. Кейти предлагает Джеймсу пустить слух о совместном дуэте с Шер Ллойд. (В переводе на русский вместо "освифтили" используют "горе-отношения".) Композиция: Big Time Rush - Picture This |            |                                                         |                     |                            |               |                     |
| 64 | 3          | «Вперёд - к обману» «Big Time Lies»                     | Джонатан Джадж      | Дэн Серафин                | 16 мая 2013   | 1.6                 |
| Миссис Найт призывает говорить правду. Кейти лжет, что учит уроки, Логан -что болен, чтобы не идти на 4х-часовой спектакль с Камиллой. Джеймс и Карлос разгромили офис Густаво и врут, что студию ограбили. Между Кендаллом и Джо становится Люси и он пытается избежать неловкостей. А Люси, кажется, пытается вернуть Кендалла. |            |                                                         |                     |                            |               |                     |
| 65 | 4          | «Вперёд - к премии» «Big Time Bonus»                    | Стюарт Шилл         | Марк Феллоуз, Кит Вагнер   | 23 мая 2013   | 1.9                 |
| Ребята требуют своих денег, которыми они не могут пользоваться до 21 года. Гриффин считает, что они будут глупо их растрачивать, но устраивает эксперимент: он дает по 5000$ каждому, и если до вечера псы докажут свою ответственность, им дадут допуск к счетам. Джеймс покупает змею. Карлос нанимает личного помощника. Логан раздает чаевые. Кендалл ищет подвох, и Кейти помогает ему заработать на инвестициях. |            |                                                         |                     |                            |               |                     |
| 66 | 5          | «Вперёд - к эпизоду» «Big Time Cameo»                   | Сэвидж Стив Холланд | Джед Спингэрн              | 30 мая 2013   | 1.7                 |
| Чтобы оставаться знаменитыми, Big Time Rush нужно появляться в различных ТВ-шоу в качестве приглашенной звезды (камео). Но ребятам не нравится участвовать в них, пока их не приглашают в телесериал "Коко.О", который так нравится Карлосу. Карлос влюбляется в актрису, играющую главную роль. Её злая мачеха, которая управляет сериалом, не подпускает ребят к падчерице, грозясь уничтожить их карьеру. Келли, Густаво и Кейти пытаются переписать сценарий, чтобы ребята не выглядели глупо. Удастся им спасти свою карьеру, очаровать девушку и спасти всех от злой мачехи? Композиция: BTR - Confetti falling (в конце: маленькая зарисовка, в которой высмеиваются клише тв-сериалов) |            |                                                         |                     |                            |               |                     |
| 67 | 6          | «Вперёд - к автобусу для гастролей» «Big Time Tour Bus» | Карлос Пена         | Скотт Феллоуз              | 6 июня 2013   | 1.7                 |
| Ребята едут на гастроли в двух автобусах: снимающий видеоблог Карлос с Кендаллом, который увлекся гневными комментариями о BTR в интернете в коричневом автобусе; а в синим автобусе придирчиво-чистоплотный Логан с Джеймсом, который не может находиться с ним и уходит, чем очень обижает друга. Миссис Найт и Кейти застряли в пробке, и их прибывание там становится все хуже и хуже. В той же пробке стоят и ребята, что очень пугает Густаво. Режиссёр серии - Карлос Пена. Композиция: BTR- Crazy for U |            |                                                         |                     |                            |               |                     |
| 68 | 7          | «Вперёд - к розыгрышам 2» «Big Time Pranks II»          | Джонатан Джадж      | Лазар Сарич                | 13 июня 2013  | 1.9                 |
| 69 | 8          | «Вперёд - к поездкам» «Big Time Rides»                  | Сэвидж Стив Холланд | Кит Вагнер                 | 20 июня 2013  | 2.2                 |
| Ребята собираются купить мотоцикл, но Миссис Найт категорически против. Джеймс решается нарушить обещание, чтобы привлечь внимание Люси. Кендалл ворует машину Густаво, чтобы научить Джо водить, в процессе они крупно ссорятся. Логан и Карлос пытаются покататься на своем детском вагончике, на котором часто разбивались. |            |                                                         |                     |                            |               |                     |
| 70 | 9          | «Вперёд - к тестам» «Big Time Tests»                    | Сэвидж Стив Холланд | Марк Феллоуз               | 27 июня 2013  | 1.9                 |
| Логан пишет тест на получение медицинской степени, он берет с собой Карлоса, так как тот приносит ему удачу. Но тест на отлично пишет совсем не Логан... Люси уезжает в европейский тур, и Кендалл пытается подбодрить тоскующего Джеймса, но они ссорятся из-за тестов из журнала. Гриффин испытывает на Густаво, Келли и Кейти новые экспериментальные продукты RCM |            |                                                         |                     |                            |               |                     |
| 71 | 10         | «Вперёд - к мультику» «Big Time Cartoon»                | Джонатан Джадж      | Скотт Феллоуз              | 11 июля 2013  | 1.9                 |
| Ребятам предлагают снять собственный мультфильм! Или видеоигру? Пока парни выбирали, что лучше, они оказались в центре новостей о НЛО! Им предстоит избежать репортеров и агентов, убегая от камер в странных зеленых костюмах, при этом придумать идею для своего мультфильма. Карлос помешан на "волшебных кроссовках танц-фу", Миссис Найт и Кейти тем временем спасают Будду Боба - он думает, что он - фея из мультика Волшебные родители В конце: мультфильм, композиция BTR - Song for you |            |                                                         |                     |                            |               |                     |
| 72 | 11         | «Вперёд - к сольным карьерам» «Big Time Break Out»      | Джонатан Джадж      | Нэйтан Кнетчел             | 18 июля 2013  | 2.0                 |
| Big Time Rush выпустили три альбома, а по закону Голливуда после этого один из участников начнет сольную карьеру, а группа - распадется, и никто о других участниках больше не услышит! Трагедия! Кендалл не верит, что дружба может подвести ребят. Но Джеймс уже стал фаворитом Гриффина, Логан и Карлос не готовы отставать! Карлос пошел на прослушивание бродвейского мюзикла, Логан - тренируется вести теле-игру, а вот Густаво верит в карьеру Кендалла, который тщетно старается остановить распад группы. Кейти тем временем пытается побить рекорд голосования за Big Time Rush в ежегодной премии Tween Choice Awards.                                                             |            |                                                         |                     |                            |               |                     |
| 7374 | 1213       | «Вперёд - к мечтам» «Big Time Dreams»                   | Сэвидж Стив Холланд | Скотт Феллоуз, Лазар Сарич | 25 июля 2013  | 2.4                 |
| Биг Тайм Раш номинирован на Tween Choice Awards. |            |                                                         |                     |                            |               |                     |